# Сен-Пале-дю-Не
Сен-Пале́-дю-Не (фр. Saint-Palais-du-Né) — коммуна во Франции, находится в регионе Пуату — Шаранта. Департамент — Шаранта. Входит в состав кантона Барбезьё-Сент-Илер. Округ коммуны — Коньяк.
Код INSEE коммуны — 16342.
Коммуна расположена приблизительно в 420 км к юго-западу от Парижа, в 125 км южнее Пуатье, в 36 км к западу от Ангулема.

## Население
Население коммуны на 2008 год составляло 272 человека.
| 1962 | 1968 | 1975 | 1982 | 1990 | 1999 | 2008 |
| ---- | ---- | ---- | ---- | ---- | ---- | ---- |
| 318  | 294  | 288  | 311  | 282  | 287  | 272  |

## Экономика
В 2007 году среди 168 человек в трудоспособном возрасте (15—64 лет) 126 были экономически активными, 42 — неактивными (показатель активности — 75,0 %, в 1999 году было 68,0 %). Из 126 активных работали 115 человек (63 мужчины и 52 женщины), безработных было 11 (4 мужчины и 7 женщин). Среди 42 неактивных 7 человек были учениками или студентами, 21 — пенсионерами, 14 были неактивными по другим причинам.

## Фотогалерея

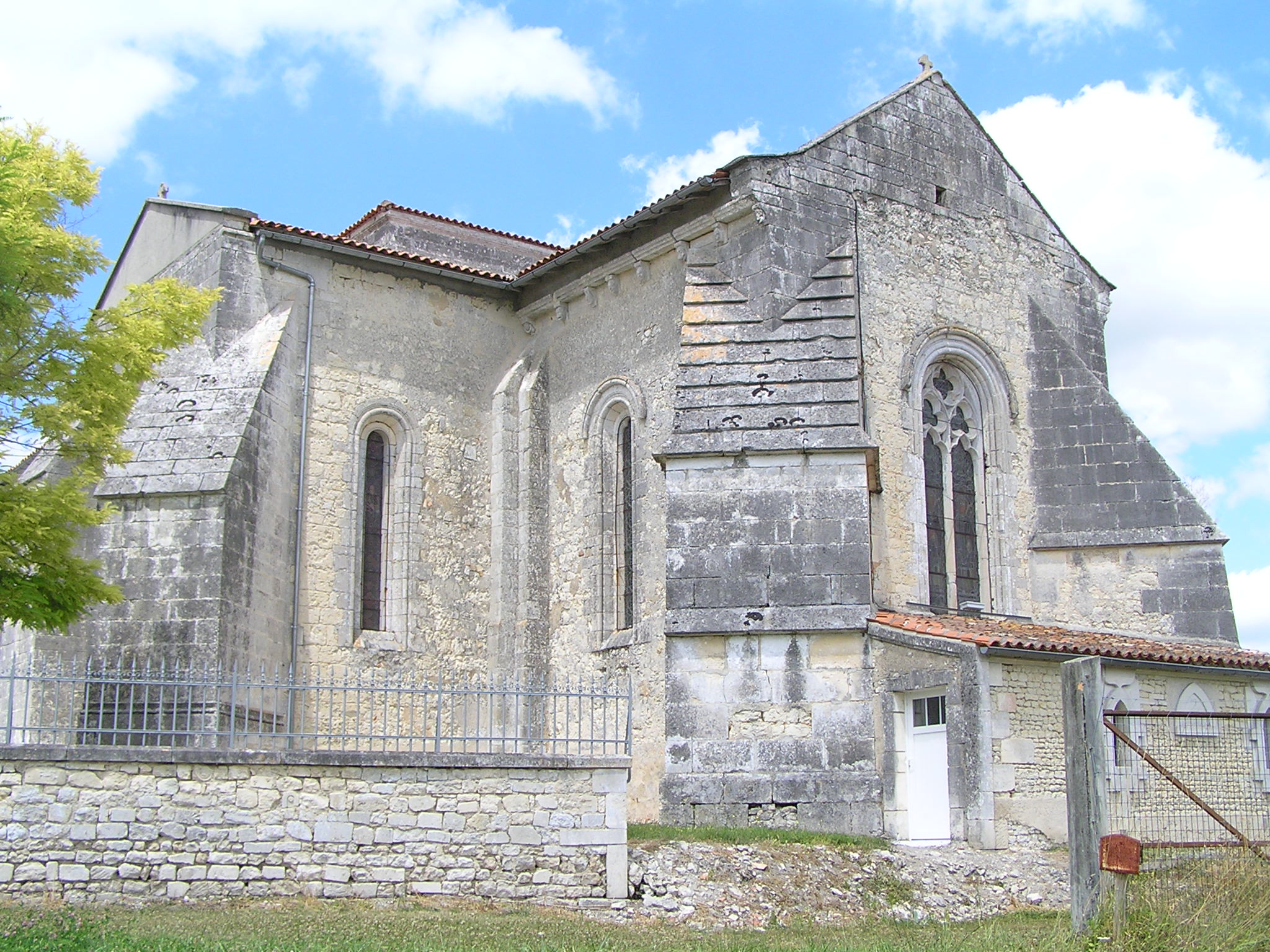
Приходская церковь Сен-Пале
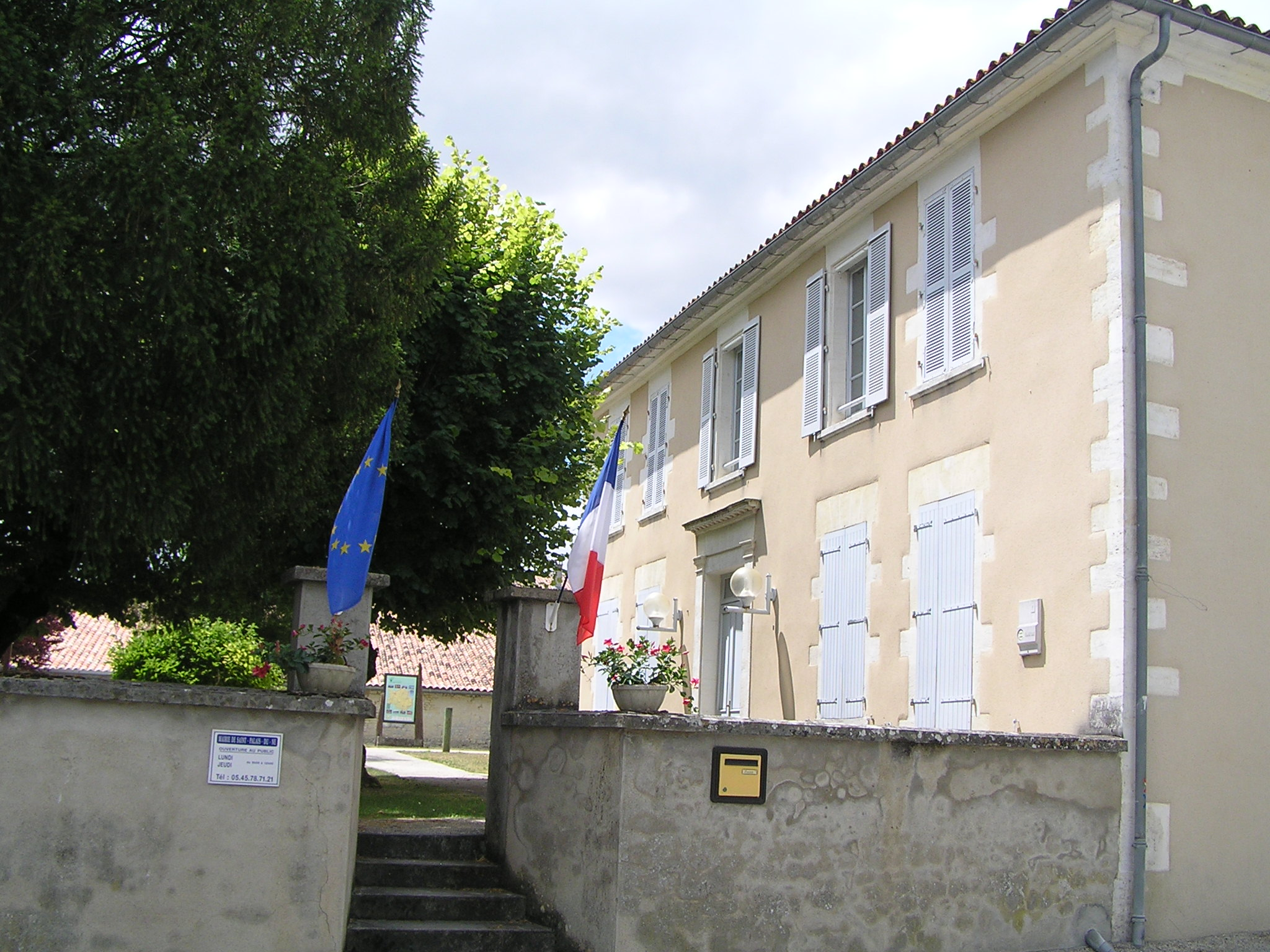
Мэрия
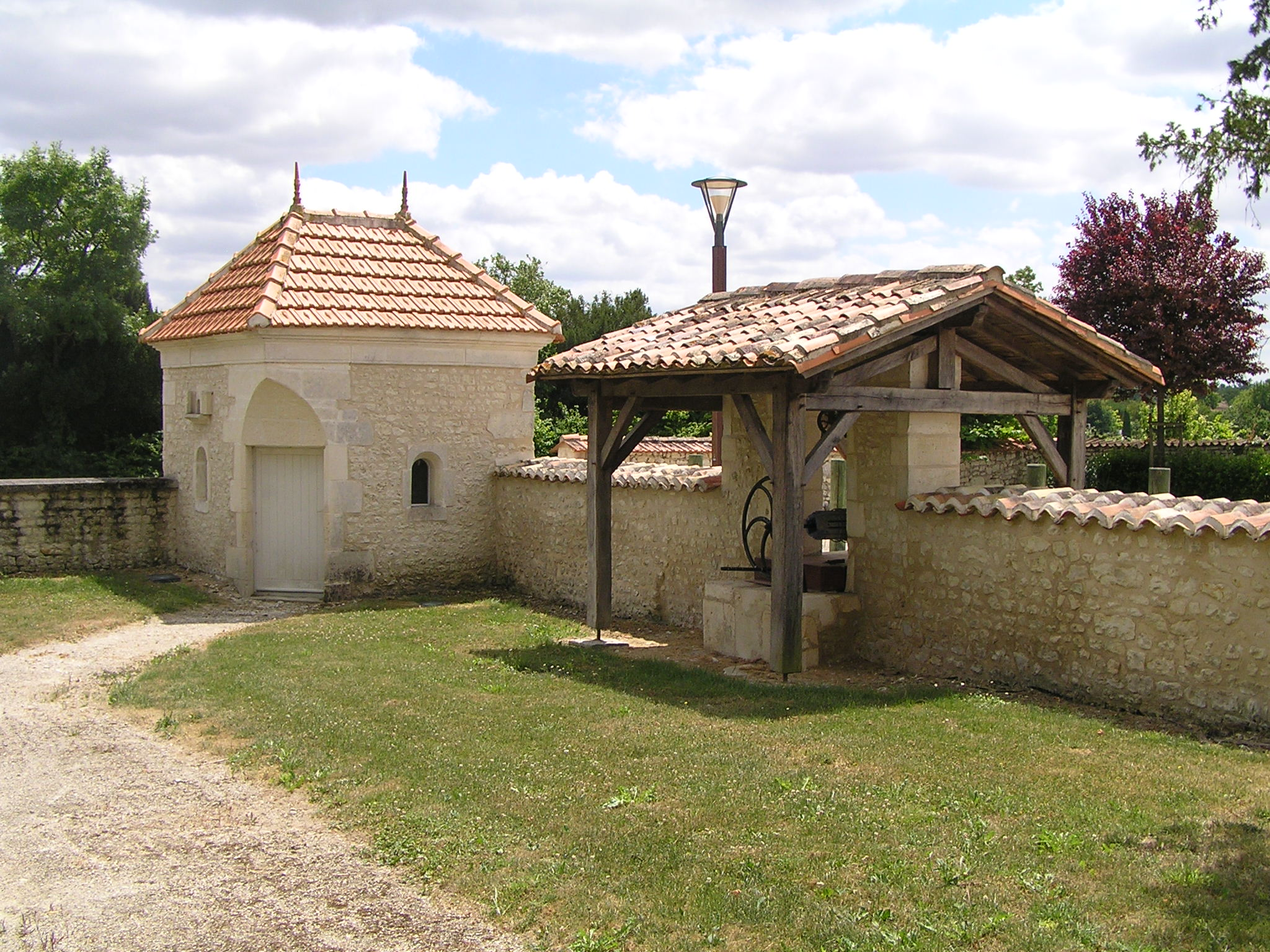
Колодец и голубятня во дворе мэрии
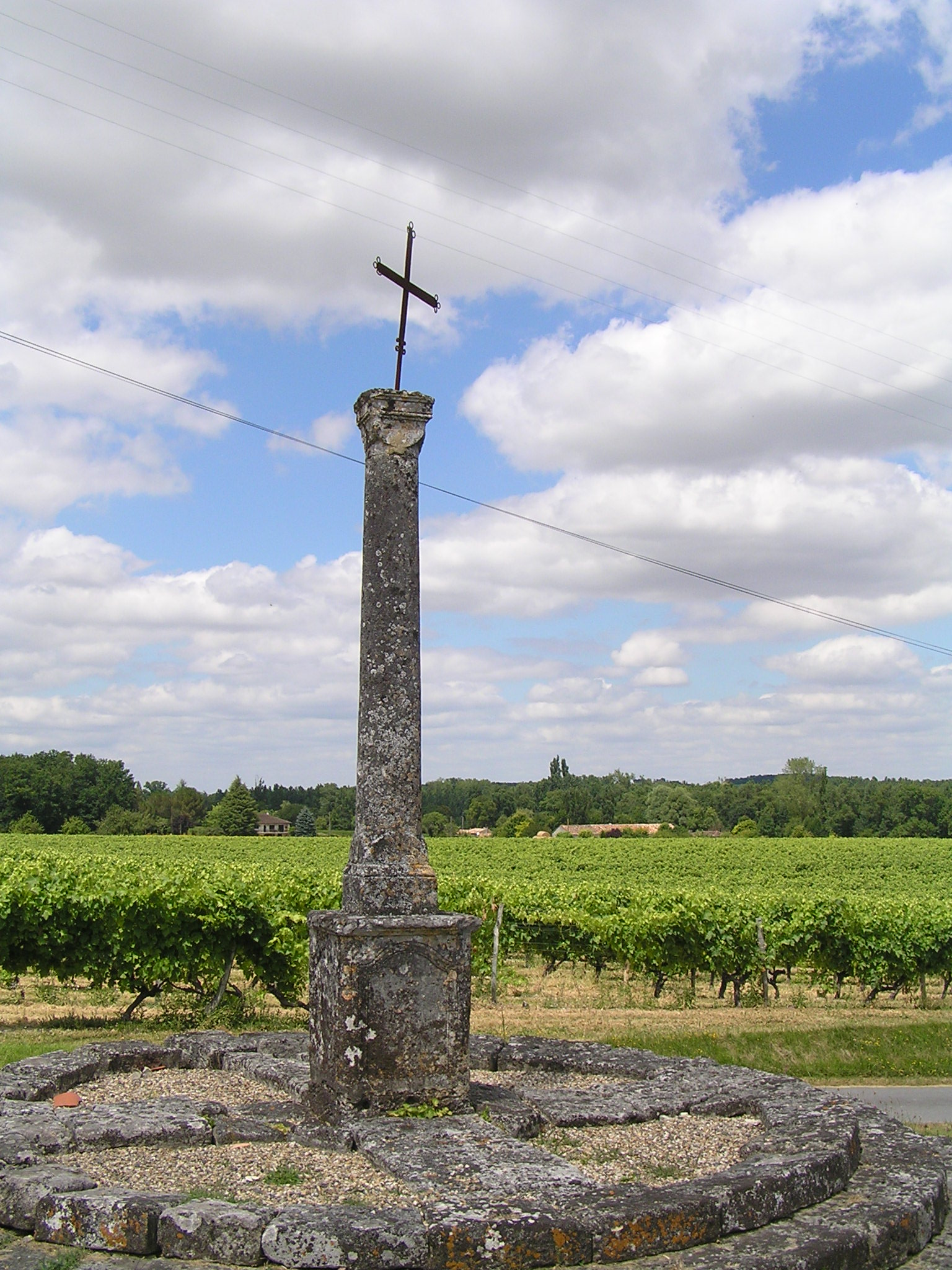
Крест